# Zum Frauenstein

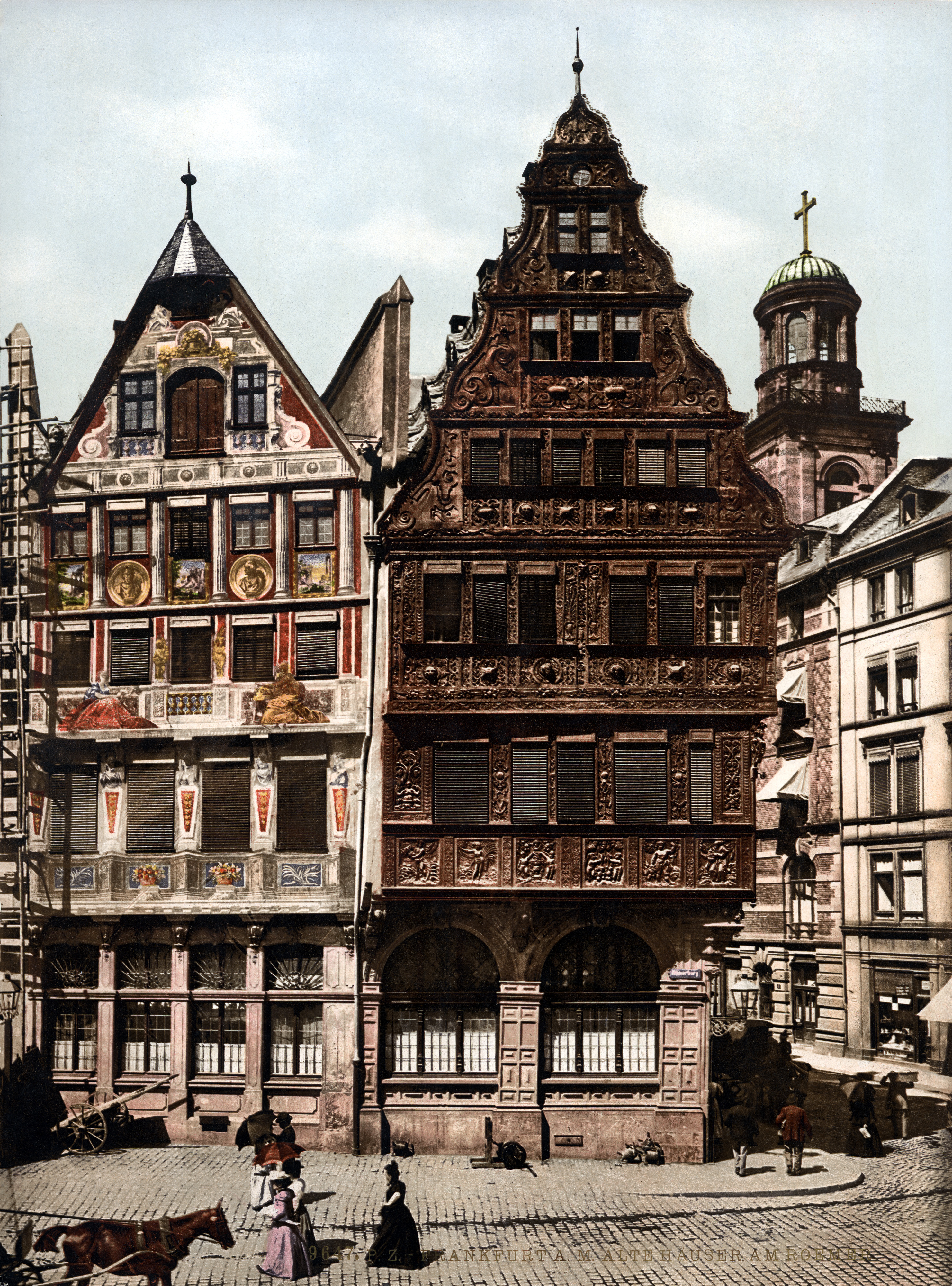
Farbbild der Fassaden der Häuser Frauenstein (links) und Salzhaus (rechts) am Römerberg, um 1896.

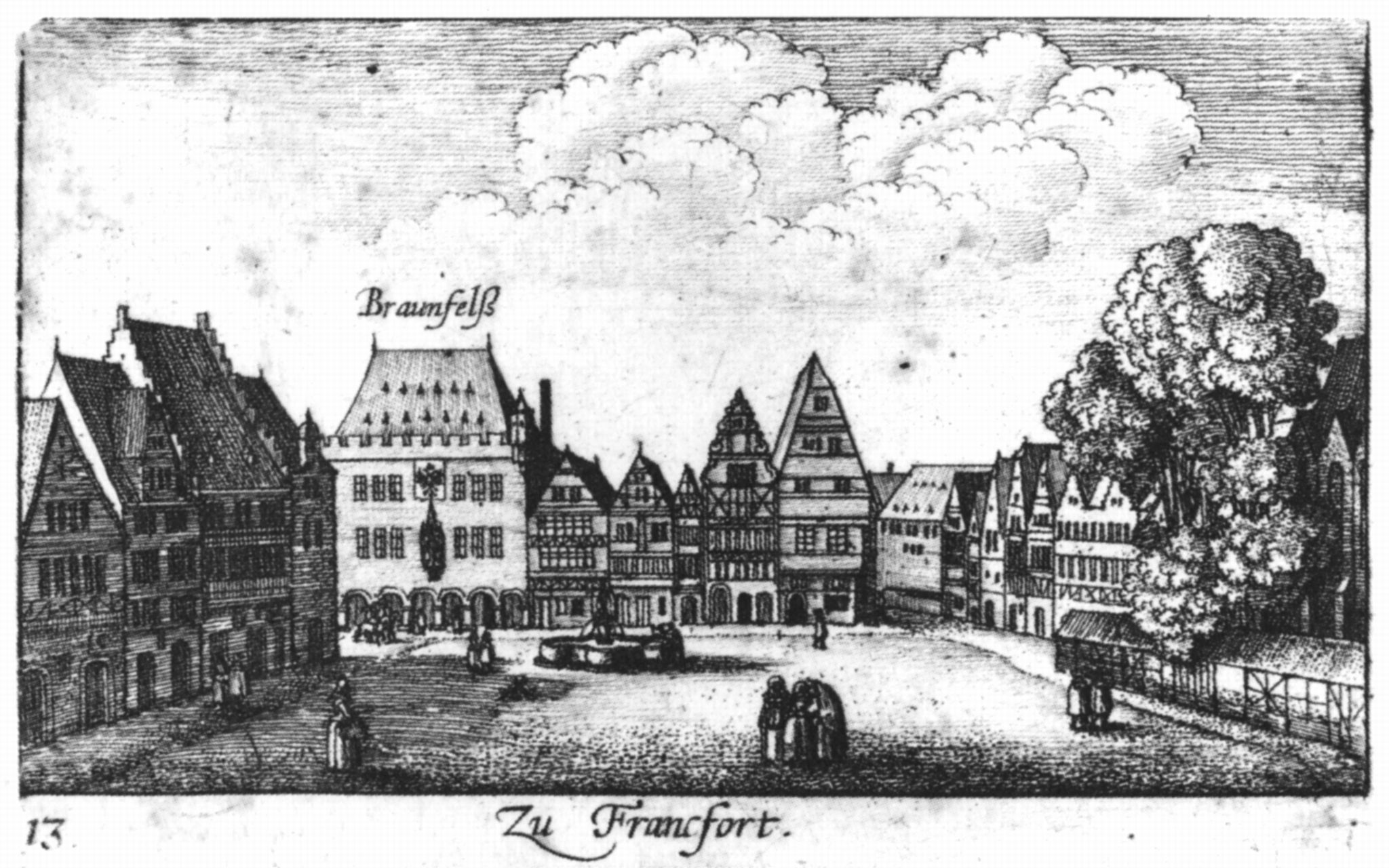
Das Haus Braunfels auf dem Liebfrauenberg, Versammlungsort der Frauensteiner seit 1694

Die Gesellschaft Zum Frauenstein ist als Patriziergesellschaft eine Vereinigung einflussreicher Familien in Frankfurt am Main, die auf die Gründung im Jahr 1382 als Stubengesellschaft Zum Salzhaus – in Konkurrenz zu der älteren Gesellschaft Zum Römer (später Alten Limpurg) – zurückgeht. Seit dem Bürgervertrag vom 23. Mai 1613 standen ihr Sitze im Rat der Stadt zu; im Lauf der Zeit bildete sich das Gewohnheitsrecht der Frauensteiner heraus, stets mit 6 Mitgliedern im Rat vertreten zu sein (während den Limpurgern 14 Sitze zustanden). Die politischen Vorrechte der Gesellschaft endeten mit dem Ende der Freien Reichsstadt Frankfurt 1806. Sie besteht jedoch bis heute, unter anderem als Verwalter der Dr. Beyer’schen Stiftung. Nach der Gesellschaft sind der Frauensteinplatz und die Frauensteinstraße im Frankfurter Nordend benannt.

## Versammlungsorte der Gesellschaft
Der historische Versammlungsort der Gesellschaft war das Salzhaus, ein Teil der Römerzeile; dieses Haus wurde in den Jahren 1417 bis 1423 auch von einer zweiten Stubengesellschaft Zur güldenen Schmiede genutzt, wobei während dieser Zeit beide Gesellschaften unter dem Namen der letzteren fusionierten. Noch zwei weitere Gesellschaften – Zum Löwenstein und Zum Laderam – bestanden zu Beginn des 15. Jahrhunderts in Frankfurt; diese lösten sich bis zum Ende des Jahrhunderts wieder auf; ihre Mitglieder wurden von den zwei verbliebenen Gesellschaften aufgenommen, sofern sie ihnen nicht schon vorher angehört hatten, denn die Mitgliedschaft bei zwei oder mehr Gesellschaften war damals noch zulässig und keinesfalls ungewöhnlich.
Im Jahr 1423 bezog die Gesellschaft Zur güldenen Schmiede ein neues Lokal, nämlich das dem Salzhaus benachbarte Haus Frauenstein und nannte sich fortan Zum Frauenstein; sie erwarb das Haus 1444 und ließ es 1484 im Stil der Spätgotik völlig neu erbauen; 1694 gab sie es auf und zog in das Haus Großer Braunfels auf dem Liebfrauenberg um.
Das Haus Großer Braunfels war nicht nur das Versammlungshaus der Gesellschaft, sondern zugleich der Veranstaltungsort des nach der Berufung Georg Philipp Telemanns zum städtischen Musikdirektor seit 1713 jeweils donnerstags stattfindenden „wöchentlichen großen Concerts“ – einer Mischung aus geselligem Musizieren und Konzert-Darbietung des von den Frauensteinern geförderten, studentischen Collegium musicum. Hier und in der nahe gelegenen Barfüßerkirche, deren Kapellmeister Telemann war, hat für Deutschland tatsächlich das „bürgerliche“ Konzertwesen begonnen (die erste Veranstaltung war Telemanns Passionsoratorium am 2. April 1716 in der Barfüßerkirche), denn erstmals wurde für musikalische Darbietungen Eintrittsgeld genommen, während Musikaufführungen bis dahin ausschließlich Gottesdiensten oder höfischen Veranstaltungen vorbehalten und natürlich gratis waren.

## Mitglieder
Die meisten der 122 alten Frankfurter Geschlechter hatten sich ursprünglich in der Gesellschaft Alten-Limpurg zusammengefunden. Daneben gab es noch 48 weitere Geschlechter, die nicht den Limpurgern angehörten; diese waren, falls überhaupt, bei den Frauensteinern zusammengeschlossen. Dort war man erheblich liberaler und nahm Fremde auf; überhaupt hatten in Handel oder Handwerk großgewordene ‚neureiche‘ Familien nur bei den Frauensteinern eine Chance auf gesellschaftliche Anerkennung und Aufstieg in politische Ämter und Würden.
Letzteres zeigt sich drastisch im Umgang der Frankfurter mit der Frage, wie man mit den ab 1580 aus den Niederlanden zuströmenden reformierten Glaubensflüchtlingen umgehen solle. Während die Limpurger sich weigerten, diese aufzunehmen, waren die Frauensteiner diesbezüglich nicht so streng, wie z. B. die Mitgliedschaft eines Friedrich Wilhelm Philipp von Malapert gen. Neufville beweist. Denn sowohl die Malapert wie die De Neufville gehörten ebendiesen reformierten Familien an, die als reiche Kaufleute und Bankiers – ähnlich wie die Calvinisten in Zürich im festen Glauben an die Prädestinationslehre, wonach sich die Auserwähltheit des Menschen an seinem materiell messbaren Erfolg zeige – Frankfurt zu dem Börsenplatz machten, als den wir ihn heute noch kennen.
Die Frauensteiner hatten ebenso wie die Limpurger im Laufe der Zeit fast alle das Adelsprädikat verliehen bekommen, das mit einer entsprechenden Wappenbesserung einherging. Der Anspruch auf Geburtsadel war fortan eine Art ungeschriebenes Gesetz, und wenn sie sich in einer Bittschrift von 1816 an die Bundesversammlung „Adeliche Uralte Gesellschaft Frauenstein zu Frankfurt am Main“ nennen, so hat das Attribut ‚adelig‘ nun ganz pragmatische Bedeutung. Der Titel Burggraf bezeichnet den für ein Jahr amtierenden Vorstand der Stubengesellschaft (Stubenmeister) und ist kein Adelstitel, sondern Amtsbezeichnung; Älterer Burggraf und für den Stellvertreter: Jüngerer Burggraf. Daneben gibt es noch das Amt des Administrators, dem die laufende Verwaltung der Stiftungen obliegt. Er wird auch als Kurator bezeichnet.
Bezeichnend für die Geschlossenheit dieser Gesellschaften ist ihre Heiratspolitik. So wurden gern Ehen zwischen Familien geschlossen, die beide derselben Gesellschaft angehörten, es blieben also die Limpurger und Frauensteiner weitgehend unter sich.

## Politischer Einfluss
Die Gesellschaften Alten-Limpurg und Zum Frauenstein hatten bis zum Ende der Freien Reichsstadt 1806 hohen Einfluss im Rat der Stadt. Nach dem Fettmilch-Aufstand war im  Bürgervertrag vom 23. Mai 1613 bestimmt worden, dass bei der Besetzung der beiden ersten, ausschließlich den Patriziern zustehenden Ratsbänke die Frauensteiner und die rechtsgelehrten Graduierten besonders zu berücksichtigen seien, was schließlich dazu führte, dass sich eine Art Parität von Limpurgern und Frauensteinern im Stadtregiment ergab.

## Frauensteiner Familien
Eine genealogische Datenbank des Frankfurter Patriziats nennt insgesamt 223 Frauensteiner Familien, von denen im Folgenden die wichtigsten vertretenen Familien bis zum Ende der Freien Reichsstadt 1806 aufgeführt sind:
- Aa gen. Wackerwald (einziger Vertreter Johann Aa gen. Wackerwald), Aufnahme in das Patriziat 1469, Ausscheiden vor 1479
- Adelheuser, Aufnahme in das Patriziat 1613, Ausscheiden 1634
- Assenheimer, Aufnahme in das Patriziat 1494, Ausscheiden 1510
- Bär zum Bären, Aufnahme in das Patriziat 1520, Ausscheiden 1539
- Barckhaus (Barckhausen), Aufnahme in das Patriziat 1683, Ausscheiden 1815 (siehe auch Wiesenhütten)
- Baur von Eysseneck (Bauer), Aufnahme in das Patriziat 1613, Aufnahme nach Alten Limpurg 1622
- Bebinger, Aufnahme in das Patriziat 1584, Ausscheiden 1646
- Becht, Aufnahme in das Patriziat 1600, Ausscheiden 1641
- Bencker I, Aufnahme in das Patriziat 1494, Ausscheiden 1521
- Bender von Bienenthal, Aufnahme in das Patriziat 1669, Ausscheiden 1835
- Beyer I, Aufnahme in das Patriziat 1494, Ausscheiden 1511
- Beyer II, Aufnahme in das Patriziat 1613, Ausscheiden 1625
- Blum, Aufnahme in das Patriziat 1430, Ausscheiden 1492
- Bocher, Aufnahme in das Patriziat 1532, Ausscheiden 1562
- Braumann, Aufnahme in das Patriziat 1557, Ausscheiden 1664
- Braun, Aufnahme in das Patriziat 1556, Ausscheiden 1704
- Bromm, Aufnahme in das Patriziat 1439, Ausscheiden 1457
- Bruder, Aufnahme in das Patriziat 1659, Ausscheiden 1677
- Clemm, Aufnahme in das Patriziat 1692, Ausscheiden 1719
- Cless, Aufnahme in das Patriziat 1636, Ausscheiden 1676
- Combder, Aufnahme in das Patriziat 1560, Ausscheiden 1575
- Comes, Aufnahme in das Patriziat 1439, Ausscheiden 1508
- Degen, Aufnahme in das Patriziat 1452, Ausscheiden 1473
- Demer, Aufnahme in das Patriziat 1483, Ausscheiden 1499
- Deublinger, Aufnahme in das Patriziat 1578, Ausscheiden 1640
- Diermayer (Tiermayer), Aufnahme in das Patriziat 1481, Ausscheiden 1495
- Dirmstein, Aufnahme in das Patriziat 1405, Ausscheiden 1507
- Eberhard gen. Schwind, Aufnahme in das Patriziat 1655, Ausscheiden 1748
- Eck I, Aufnahme in das Patriziat 1420, Ausscheiden 1471
- Eck II, Aufnahme in das Patriziat 1532, Ausscheiden 1540
- Eller, Aufnahme in das Patriziat 1523, Ausscheiden 1591
- Eschborn, Aufnahme in das Patriziat 1541, Ausscheiden 1557
- Faut von Monsperg, Aufnahme in das Patriziat 1405, Ausscheiden 1490
- Fischer, Aufnahme in das Patriziat 1609, Ausscheiden 1730
- Fleischbein (Fleischbein von Kleeberg), Aufnahme in das Patriziat 1589, Ausscheiden 1824
- Freund, Aufnahme in das Patriziat 1510, Ausscheiden 1540
- Gerlach, Aufnahme in das Patriziat 1566, Ausscheiden 1601
- Geuch, Aufnahme in das Patriziat 1439, Ausscheiden 1459
- Glock, Aufnahme in das Patriziat 1677, Ausscheiden 1710
- Grambs, Aufnahme in das Patriziat 1626, Ausscheiden 1788
- Grünberger (Grünberg), Aufnahme in das Patriziat 1483, Ausscheiden 1538
- Hegwein, Aufnahme in das Patriziat 1613, Ausscheiden 1632
- Heller, Aufnahme in das Patriziat 1405, Ausscheiden 1502
- Heyden, Aufnahme in das Patriziat 1738, Ausscheiden 1900
- Hock, Aufnahme in das Patriziat 1609, Ausscheiden 1624
- Holzapfel, Aufnahme in das Patriziat 1648, Ausscheiden 1663
- Horst, Aufnahme in das Patriziat 1692, Ausscheiden 1706
- Huß, Aufnahme in das Patriziat 1494, Ausscheiden 1510
- Inkus, Aufnahme in das Patriziat 1443, Ausscheiden 1483
- Jeckel, Aufnahme in das Patriziat 1500, Ausscheiden 1520
- Jostenhofer, Aufnahme in das Patriziat 1483, Ausscheiden 1493
- Kalbach, Aufnahme in das Patriziat 1509, Ausscheiden 1520
- Kellner (Keller), Aufnahme in das Patriziat 1502, Ausscheiden 1516
- Kesseler, Aufnahme in das Patriziat 1494, Ausscheiden 1515
- Kistner, Aufnahme in das Patriziat 1611, Ausscheiden 1632
- Köhler, Aufnahme in das Patriziat 1589, Ausscheiden 1616
- Koler, Aufnahme in das Patriziat 1554, Ausscheiden 1613
- Köth, Aufnahme in das Patriziat 1560, Ausscheiden 1575
- Krafft, Aufnahme in das Patriziat 1585, Ausscheiden 1632
- Kropp, Aufnahme in das Patriziat 1490, Ausscheiden 1503
- Lauterbach, Aufnahme in das Patriziat 1734, Ausscheiden 1798
- Leimberger, Aufnahme in das Patriziat 1520, Ausscheiden 1559
- Leneck (Linung), Aufnahme in das Patriziat 1405, Ausscheiden 1457
- Leutwein, Aufnahme in das Patriziat 1616, Ausscheiden 1641
- Loën, Aufnahme in das Patriziat 1771, Ausscheiden 1900
- Loett, Aufnahme in das Patriziat 1499, Ausscheiden 1509
- Lonicerus, Aufnahme in das Patriziat 1570, Ausscheiden 1586
- Malapert gen. v. Neufville, Aufnahme in das Patriziat 1807, Ausscheiden 1900
- May (May von Mayenstein), Aufnahme in das Patriziat 1614, Ausscheiden 1635
- Medenbach, Aufnahme in das Patriziat 1601, Ausscheiden 1624
- Melem, Aufnahme in das Patriziat 1460, Ausscheiden 1531 (siehe auch Melemsches Hausbuch)
- Mirsfeld, Aufnahme in das Patriziat 1488, Ausscheiden 1504
- Mohr von Mohrenhelm, Aufnahme in das Patriziat 1677, Aussterben mit dem Tod von Christian Bonaventura Mohr von Mohrenhelm  1770
- Müller I, Aufnahme in das Patriziat 1620, Ausscheiden 1631
- Müller II, Aufnahme in das Patriziat 1623, Ausscheiden 1636
- Müßler, Aufnahme in das Patriziat 1517, Ausscheiden 1577
- Nees, Aufnahme in das Patriziat 1565, Ausscheiden 1616
- Neuhaus, Aufnahme in das Patriziat 1413, Ausscheiden 1462
- Niclas gen. Steinmetz, Aufnahme in das Patriziat 1523, Ausscheiden 1636
- Nordeck, Aufnahme in das Patriziat 1587, Ausscheiden 1635
- Ochs, Aufnahme in das Patriziat 1513, Ausscheiden 1540
- Oerdinger, Aufnahme in das Patriziat 1576, Ausscheiden 1589
- Oetinger, Aufnahme in das Patriziat 1786, Ausscheiden 1900
- Olenschlager, Aufnahme in das Patriziat 1771, Ausscheiden 1820
- Orth, Aufnahme in das Patriziat 1543, Ausscheiden 1783
- Pfleger, Aufnahme in das Patriziat 1582, Ausscheiden 1628
- Pherrer, Aufnahme in das Patriziat 1492, Ausscheiden 1500
- Pithan, Aufnahme in das Patriziat 1571, Ausscheiden 1608
- Pregler, Aufnahme in das Patriziat 1513, Ausscheiden 1534
- Rauch, Aufnahme in das Patriziat 1520, Ausscheiden 1530
- Reckmann, Aufnahme in das Patriziat 1558, Ausscheiden 1611
- Rehm, Aufnahme in das Patriziat 1595, Ausscheiden 1609
- Rensdorf, Aufnahme in das Patriziat 1461, Ausscheiden 1521
- Rensfeld, Aufnahme in das Patriziat 1592, Ausscheiden 1603
- Riese (Riese-Stallburg), Aufnahme in das Patriziat 1788, Ausscheiden 1900
- Rorbach (Rohrbach), Aufnahme in das Patriziat 1411, Ausscheiden 1482
- Rumpf, Aufnahme in das Patriziat 1527, Ausscheiden 1543
- Scharpf, Aufnahme in das Patriziat 1589, Ausscheiden 1601
- Schelm, Aufnahme in das Patriziat 1434, Ausscheiden 1446
- Schlarff, Aufnahme in das Patriziat 1588, Ausscheiden 1598
- Schmidt (Schmyt), Aufnahme in das Patriziat 1443, Ausscheiden 1475
- Schnabel (Snabel), Aufnahme in das Patriziat 1405, Ausscheiden 1417
- Schneider (Schneider gen. Schmidt), Aufnahme in das Patriziat 1734, Ausscheiden 1835
- Schönberg, Aufnahme in das Patriziat 1479, Ausscheiden 1486
- Schott, Aufnahme in das Patriziat 1466, Ausscheiden 1604
- Schreck, Aufnahme in das Patriziat 1486, Ausscheiden 1511
- Schütz, Aufnahme in das Patriziat 1641, Ausscheiden 1654
- Schwappach, Aufnahme in das Patriziat 1479, Ausscheiden 1490
- Schwarzenberg (Schwarzberg), Aufnahme in das Patriziat 1579, Ausscheiden 1596
- Schwarzkopf, Aufnahme in das Patriziat 1544, Ausscheiden 1585
- Schwind, Aufnahme in das Patriziat 1612, Ausscheiden 1648
- Seiffart (Seiffart v. Klettenberg), Aufnahme in das Patriziat 1635, Ausscheiden 1786
- Seuboth, Aufnahme in das Patriziat 1574, Ausscheiden 1601
- Sossenheimer (Sossenheim), Aufnahme in das Patriziat 1439, Ausscheiden 1493
- Sparr, Aufnahme in das Patriziat 1616, Ausscheiden 1637
- Stahl, Aufnahme in das Patriziat 1576, Ausscheiden 1609
- Stalburg (Stalberg, Stalberger), Aufnahme in das Patriziat 1436, Ausscheiden 1484
- Stauff, Aufnahme in das Patriziat 1497, Ausscheiden 1574
- Steffan von Cronstetten (Stephanshenn), Aufnahme in das Patriziat 1465, Ausscheiden 1475
- Steg I (vom Stege), Aufnahme in das Patriziat 1446, Ausscheiden 1467
- Steg II, Aufnahme in das Patriziat 1510, Ausscheiden 1537
- Steinheimer, Aufnahme in das Patriziat 1483, Ausscheiden 1613
- Steinmeyer, Aufnahme in das Patriziat 1613, Ausscheiden 1667
- Thomas, Aufnahme in das Patriziat 1466, Ausscheiden 1519
- Uffenbach, Aufnahme in das Patriziat 1614, Ausscheiden 1799
- Uffsteiner, Aufnahme in das Patriziat 1439, Ausscheiden 1658
- Ugelheimer, Aufnahme in das Patriziat 1444, Ausscheiden 1585[3]
- Venrade (Venrode), Aufnahme in das Patriziat 1483, Ausscheiden 1504
- Weber, Aufnahme in das Patriziat 1643, Ausscheiden 1673
- Weitz, Aufnahme in das Patriziat 1630, Ausscheiden 1690
- Werlin, Aufnahme in das Patriziat 1692, Ausscheiden 1741
- Westhofen, Aufnahme in das Patriziat 1560, Ausscheiden 1572
- Wiesenhütten (Barckhaus gen. v. Wiesenhütten), Aufnahme in das Patriziat 1780, Ausscheiden 1836
- Wolff I, Aufnahme in das Patriziat 1488, Ausscheiden 1499
- Wolff II, Aufnahme in das Patriziat 1539, Ausscheiden 1559
- Zang, Aufnahme in das Patriziat 1680, Ausscheiden 1738
- Ziegle, Aufnahme in das Patriziat 1511, Ausscheiden 1578
- Ziepf, Aufnahme in das Patriziat 1527, Ausscheiden 1557